# Graham Webb
Pour les articles homonymes, voir Webb.
Graham Webb, né le 13 janvier 1944 à Birmingham et mort le 28 mai 2017 à Eastwood, est un coureur cycliste anglais qui fut champion du monde sur route amateurs en 1967. Le 17 décembre 2009, il est intronisé au British Cycling Hall of Fame.

## Biographie
Graham Webb est né le 13 janvier 1944. Il est le plus jeune des cinq enfants élevés par une veuve de guerre dans un bidonville de Birmingham, en Angleterre. Pendant son enfance, il reçoit les derniers sacrements à deux reprises avant de retrouver la santé.
Il obtient son premier vélo à huit ans et termine sa première course à 17 ans, un 25-mile (40 km) contre la montre. Ignorant ce qu'il était censé faire, timide et ne comprenant pas pourquoi les concurrents ont commencé individuellement par opposition à un départ groupé, Webb attendu jusqu'à ce qu'il a été appelé, car il était en retard pour son horaire de départ prévu; le temps a été calculé à partir de l'horaire de départ prévu à la place de son heure de départ réelle comme sanction. Il gagne cette première course en 1 h 1 min 31 s et sans des problèmes mécaniques, il aurait passé la barrière des 40 km dans l'heure.

### Carrière amateur
Un lundi de 1966 à Salford Parc, Birmingham, après avoir aidé son équipe à gagner les championnats nationaux de poursuite par équipe le samedi précédent, Webb établit de nouveaux records de piste nationales des 10 miles, 25 miles et de l'heure; sur une piste au tarmac bosselé, et sur lequel il avait été jugé impossible d'établir toute sorte de record. Le record du 10 mile n'avait jamais auparavant été établi lors d'une tentative de record de l'heure ; les spectateurs criaient à Webb de « ralentir, vous ne pourrez pas durer la distance à cette vitesse ! ». Webb ne suivit aucun avis et bat l'ancien record de l'heure d'environ 400 mètres. Son nouveau record est resté invaincu pendant de nombreuses années.
En 1967, Webb et sa femme vendent tout ce qu'ils possédaient et déménagent à Hilversum aux Pays-Bas, où un Néerlandais journaliste et organisateur de la course, Charles Ruys, lui avait offert de trouver un club et un hébergement.
Les tentatives de Webb au Championnat du monde sur piste en 1967 n'aboutissent pas. Il s'est entraîné entre 200 et 300 km par jour pour le championnat du monde  de course sur route  qui suit une semaine plus tard. Webb se glisse dans la principale échappée de cette course, mais attend pour aider son  compatriote britannique Peter Buckley. Pour son retour à l'avant de la course Webb découvre qu'une poignée de coureurs s'est détaché. Webb mène la chasse, prend la tête en fin de course et gagne détaché.

### Carrière professionnelle
Webb devient professionnel en 1968 pour l'équipe Mercier avec Raymond Poulidor et une autre star française, Jean Stablinski. Il court une année supplémentaire en tant que professionnel, mais sans succès.
Ensuite, Il a ouvert un bar puis a été employé dans une aciérie à Gand, comme opérateur de grue. Il n'a jamais vécu à nouveau en Grande-Bretagne, en disant qu'il était heureux de la quitter car il avait trop de souvenirs d'abus et de pauvreté.
Webb a couru à nouveau avec succès en amateur, en particulier sur la piste, mais tomba gravement malade quand il a subi un anévrisme de l'aorte abdominale en courant à Gand .

## Palmarès
- 1965
  -  Champion de Grande-Bretagne de poursuite par équipes amateurs
- 1966
  -  Champion de Grande-Bretagne de poursuite individuelle amateurs
  -  Champion de Grande-Bretagne de poursuite par équipes amateurs
- 1967
  -  Champion du monde sur route amateurs
  - 3e du championnat de Grande-Bretagne sur route amateurs
  - 3e du Grand Prix d'Espéraza